# Seconde bataille de l'aéroport de Donetsk
Pour les articles homonymes, voir bataille de l'aéroport de Donetsk.
Guerre du Donbass
Batailles
- Euromaïdan
- Révolution de la Dignité
- Manifestations anti-Maïdan

Annexion de la Crimée
- Invasion russe de la Crimée
- Prise du Parlement de Crimée
- Prise de la base navale sud
- Incident de Simféropol (en)
- Occupation russe de la Crimée

Troubles pro-russes
- Odessa
- Troubles pro-russes à Kharkiv (uk)
- Troubles pro-russes à Louhansk (uk)
- Bataille de la rue Rymarska (uk)
- Proclamation de la république de Crimée
- Prise de Donetsk (uk)
- Proclamation de la RP de Donetsk
- Proclamation de la RP d'Odessa (hu)
- Proclamation de la RP de Lougansk
- Affrontements à Odessa du 2 mai (uk)
- Incendie de la Maison des syndicats d'Odessa

Guerre du Donbass
- Sloviansk
- Marioupol
- 1re Donetsk
- Louhansk
- Il-76
- Saour-Mogyla
- Vol Malaysia Airlines 17
- 2e Donetsk
- Loutouhyne
- Ilovaïsk
- 3e Donetsk
- 32e barrage
- Volnovakha
- Debaltseve
- Marïnka
- Avdiïvka

La seconde bataille de l'aéroport de Donetsk est une série de violents combats opposant du 28 septembre 2014 au 21 janvier 2015 l'armée ukrainienne aux forces de la république populaire de Donetsk (RPD), pour le contrôle de l'aéroport international de Donetsk. Les insurgés ont lancé une offensive le 29 septembre 2014 où les rebelles ont déclaré que l'armée ukrainienne en poste à l'aéroport avait bombardé Donetsk. L'aéroport est alors le dernier espace public dans la ville de Donetsk qui est encore sous contrôle ukrainien. L'armée ukrainienne est défaite le 21 janvier 2015.

## Déroulement

Déploiement sur l’aéroport.

### Début de la bataille
Les combats ont commencé à l'aéroport de Donetsk le 29 septembre, lorsque sept soldats ukrainiens gouvernementaux ont été tués pendant des hostilités avec les rebelles ukrainiens prorusses. Les sources du gouvernement ukrainien ont affirmé qu'un obus de char avait frappé un véhicule transportant des troupes de l'armée ukrainienne. De violents combats ont eu lieu avec les forces ukrainiennes subissant des pertes. L'attaque a tué neuf soldats ukrainiens et en a blessé vingt-sept autres. Le lendemain, les positions rebelles pilonnent les forces ukrainiennes à l'aéroport, mais les rebelles déclarent qu'ils ont riposté en réponse à des tirs de mortier de la part des forces gouvernementales. Un des principaux chefs rebelles confirme cette déclaration, précisant que les forces ukrainiennes avaient « encore bombardé Donetsk ».

### Suite des combats
D'autres combats ont lieu le 1er octobre 2014. Les forces rebelles prorusses et gouvernementales ukrainiennes échangent des tirs près de l'aéroport, tuant dix civils. Les chefs rebelles déclarent alors contrôler 90 % de l'aéroport. Le lendemain, les forces rebelles affirment avoir pris 95 % de l'aéroport, mais cela est démenti par les forces gouvernementales.

## Intensification des combats
Les combats se sont intensifiés lorsque le cessez-le-feu qui avait été mis en place a été violé, chaque partie s'accusant mutuellement d'enfreindre l'accord. Les bombardements sporadiques se poursuivent.
L'aéroport a toujours été considéré comme étant entre les mains des forces gouvernementales. Celles-ci ont repoussé une attaque des rebelles d'une heure sur l'aéroport. La situation, selon l'Ukraine, est « difficile ».
Le 3 octobre 2014, des combats plus violents éclatent autour de l'aéroport, avec des tirs d'artillerie entendus à proximité du site. Les forces gouvernementales affirment que les rebelles ont réussi à « briser la résistance » dans l'un des bâtiments du terminal sous le couvert de bombes fumigènes, mais l'aéroport est alors encore sous le contrôle des forces gouvernementales. Elles déclarent également qu'elles ont repoussé les rebelles de la moitié du bâtiment et que les drones russes les ont soutenus. Les chars rebelles ont pilonné le terminal de l'aéroport, où les forces gouvernementales étaient retranchées. Les forces gouvernementales ont dit avoir tué dix militants de la république populaire de Donetsk et détruit deux de leurs chars.
Le lendemain, les rebelles ukrainiens prorusses subissent des pertes. Les forces ukrainiennes gouvernementales affirment qu'elles ont tué douze rebelles dans les attaques de l'aéroport.
Le 9 octobre 2014, les forces ukrainiennes repoussent une autre attaque rebelle sur leurs positions à l'aéroport de Donetsk. Les rebelles déclarent que la presque totalité de l'aéroport est sous leur contrôle.
À la mi-octobre, les séparatistes persistent à déclarer que l'aéroport était « presque pris » et expliquent leur incapacité à le prendre en entier à cause de la défense des Ukrainiens gouvernementaux qui se cachent dans les grands bunkers souterrains. Le service de presse de l'armée ukrainienne continue à publier des vidéos de ses soldats qui occupent des parties de l'ancien et du nouveau terminal, se déplacent librement en surface et reçoivent des renforts sur la piste.
Le 21 janvier 2015, les forces ukrainiennes admettent avoir perdu le contrôle de l'aéroport. Celui-ci n'est plus qu'à l'état de carcasse.